# Вагмюллер, Михаэль
Михаэль Вагмюллер (нем. Michael Wagmüller; 14 апреля 1839, Регенсбург — 26 декабря 1881, Мюнхен — немецкий скульптор, педагог, профессор Мюнхенской академии изобразительных искусств.

## Биография
Образование получил в индустриальном училище Мюнхена. В течение года изучал основные принципы искусства у скульптора Ансельма Зикингера (1807—1873). В 1854 году поступил в Мюнхенскую академию изобразительных искусств. Учился у профессора М. Виднмана. В 1860 году начал работать самостоятельно.
С 1868 по 1873 год регулярно ездил в Лондон, где создал ряд портретных бюстов английских дворян. Регулярно выставлял свои работы в Мюнхене и привлёк внимание любящего искусство баварского короля Людвига II, который наградил его. Снискал себе известность преимущественно портретными бюстами, а также красивыми жанровыми фигурами.
Почётный член нескольких академий. Произведения скульптора отличаются прекрасной передачей характера и движений, но иногда грешат излишней натуральностью, чересчур усиленным воодушевлением и беспокойной укладкой драпировок.
Среди его лучших работ: памятник Либичу, воздвигнутый в Мюнхене; статуи: «Девушка, испуганная черепахой» и «Девушка, ловящая бабочку», скульптурные украшения королевского Линдерхофского замка в Баварских горах.

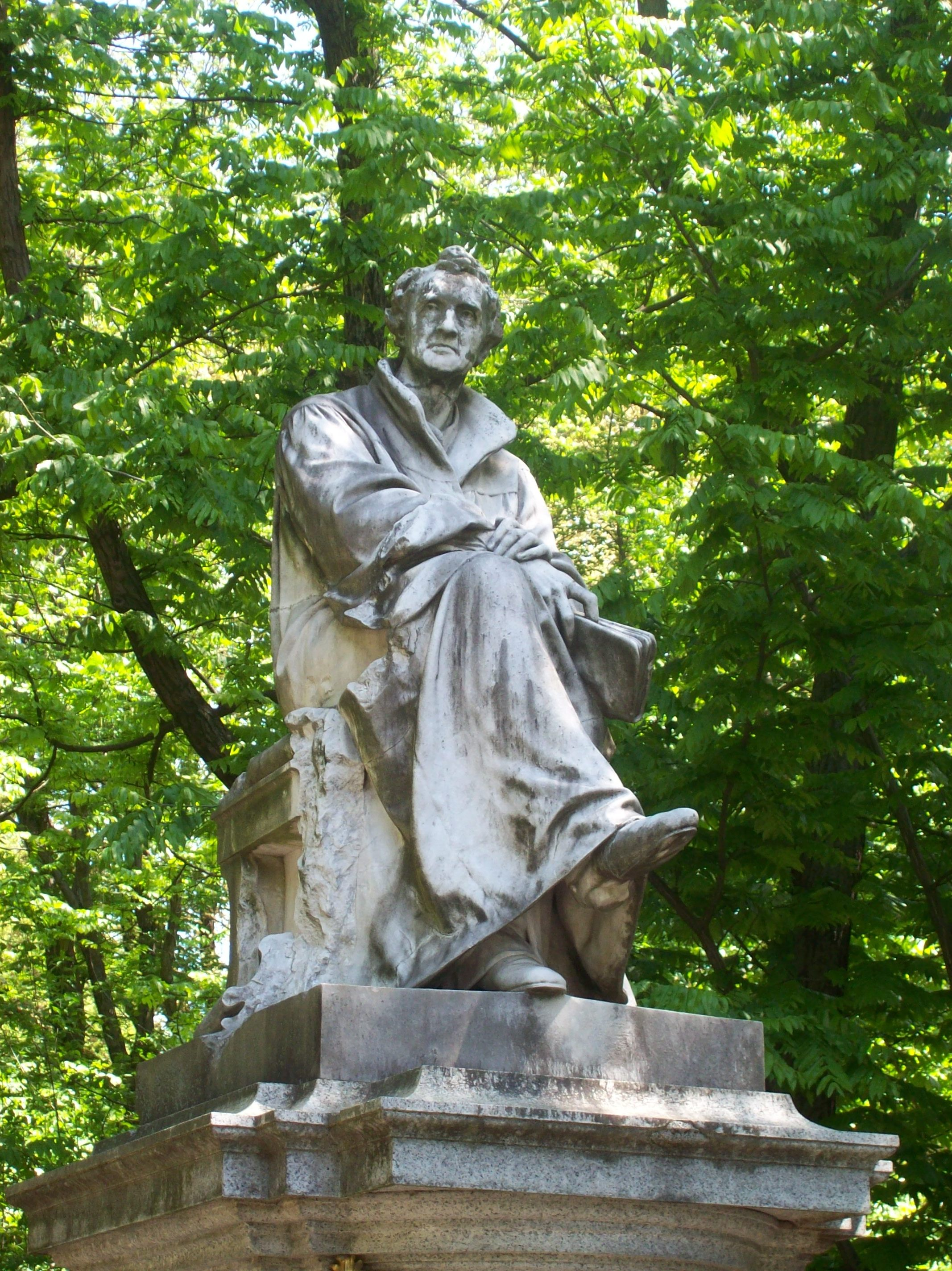
Памятник химику Либиху в Мюнхене
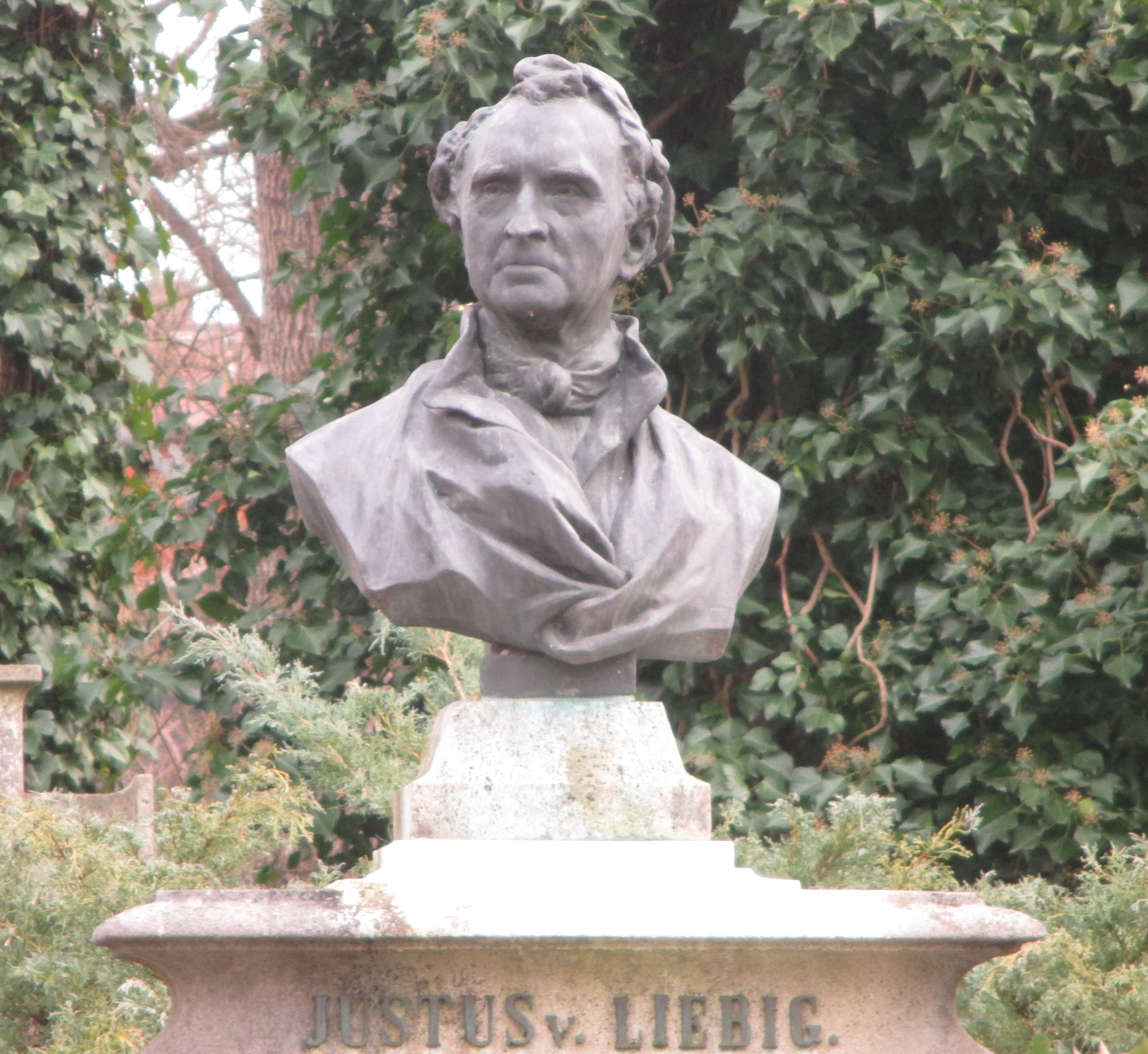
Бронзовый бюст химика Либиха
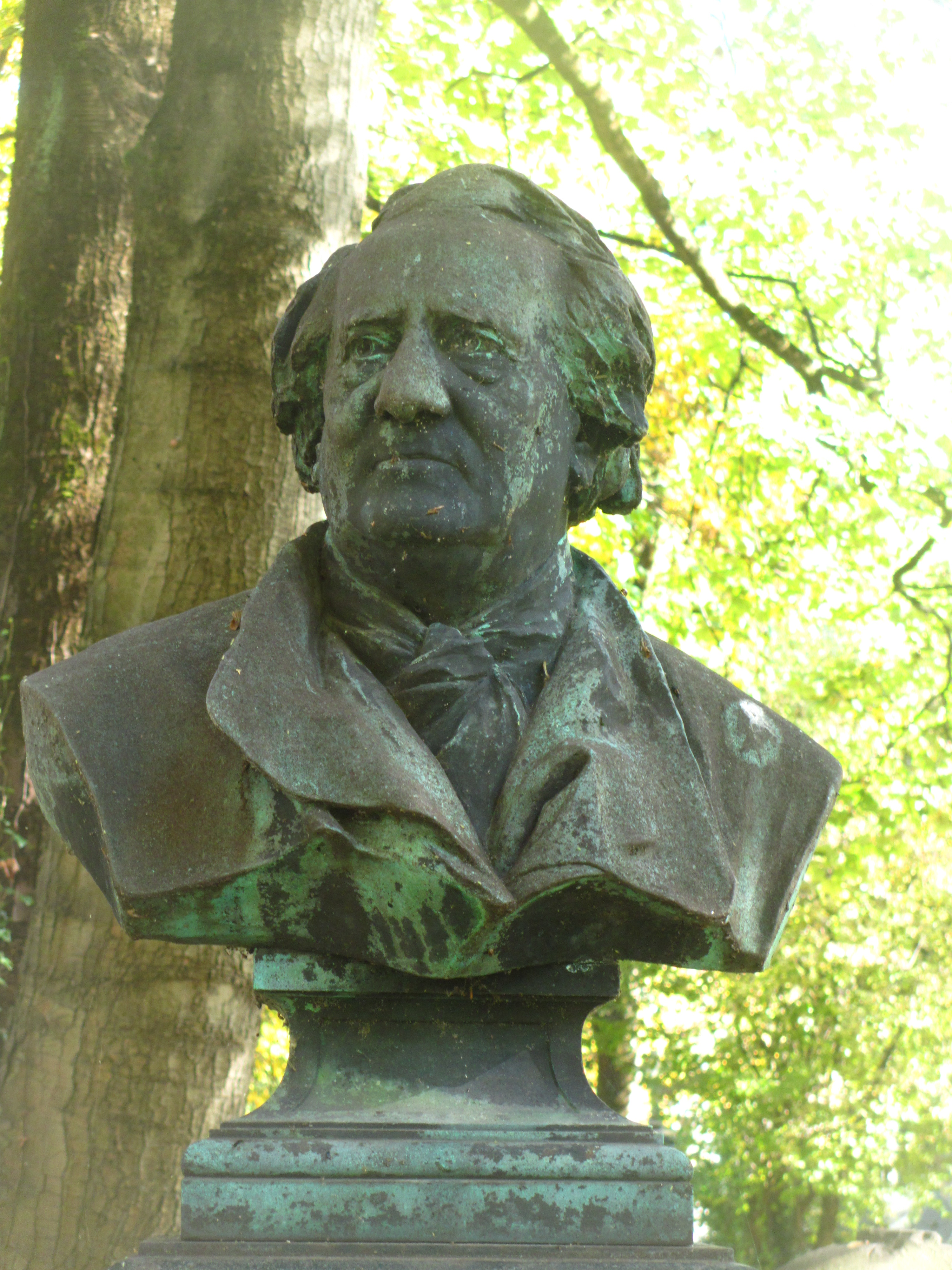
Бюст на могиле композитора Ф. Лахнера
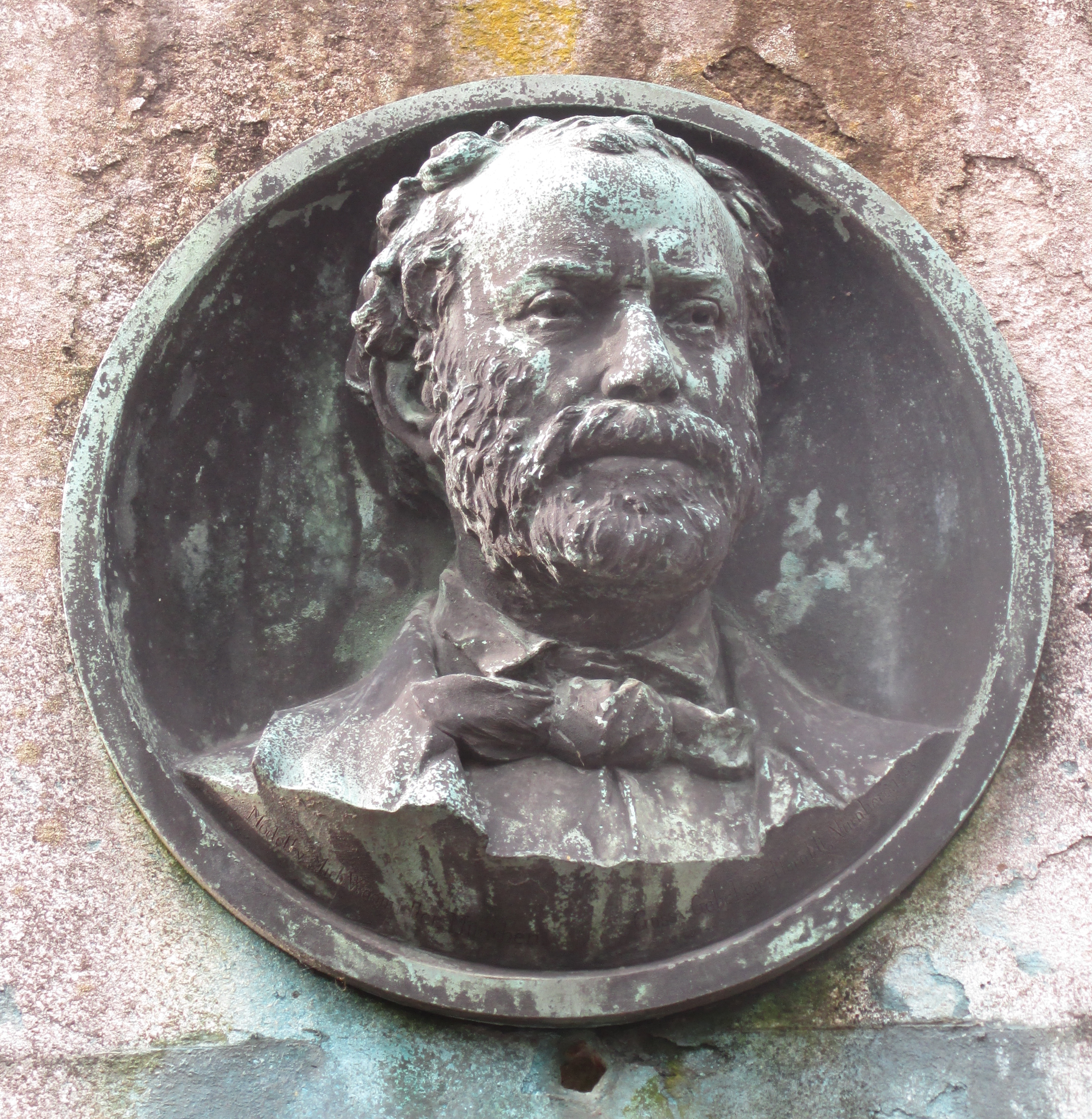
Бронзовый рельеф на могиле скульптора С. Хабеншадена
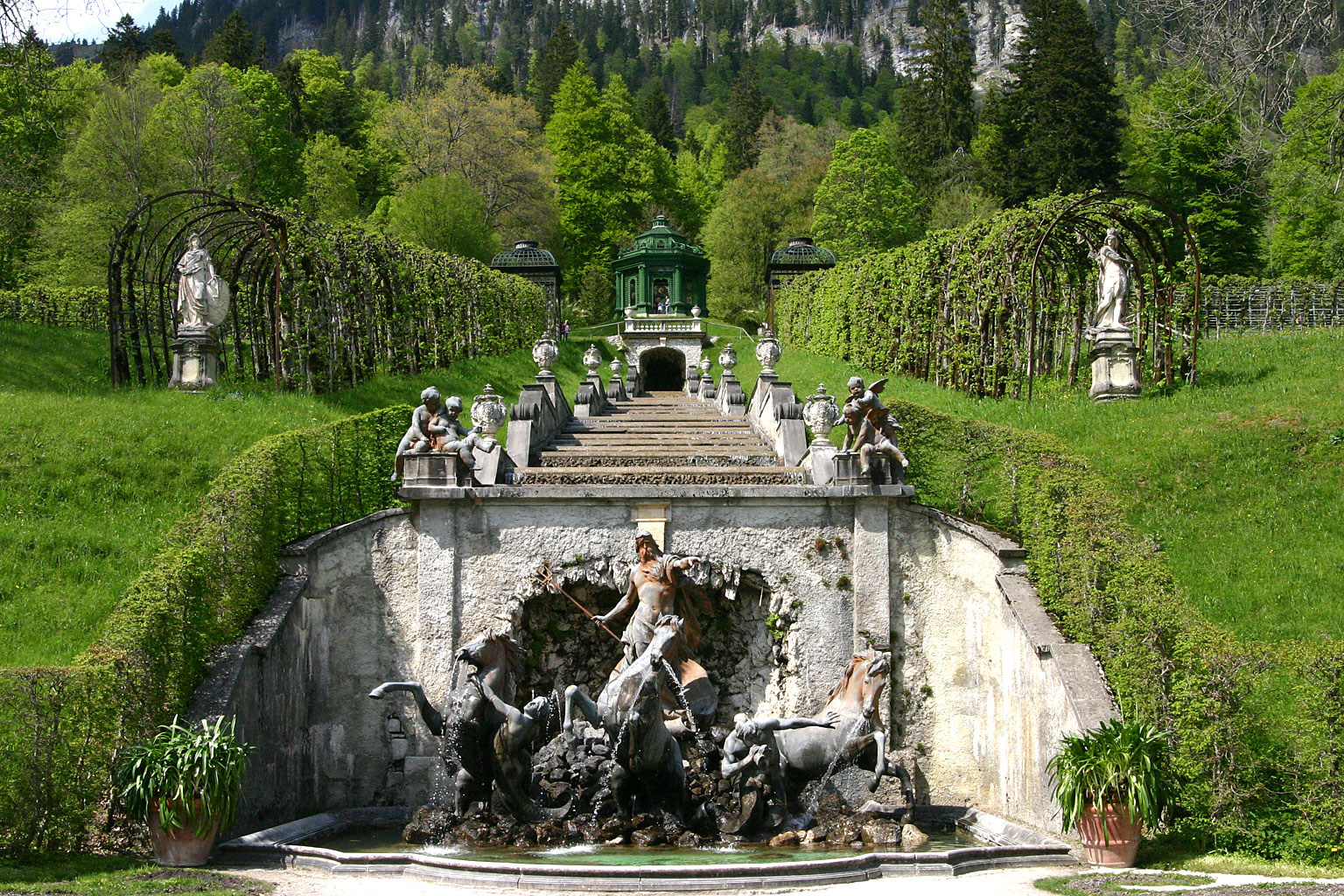
Фонтан Нептун в Линдерхофе
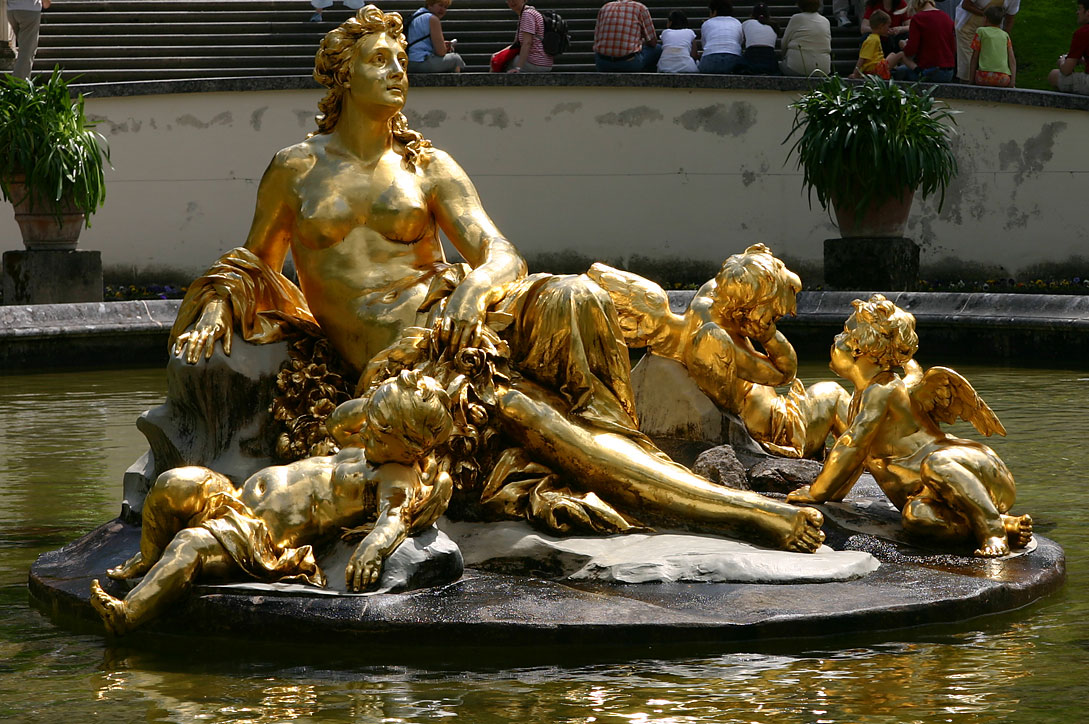
Фонтан Флора в Линдерхофе